# 고은정 (경기도의원)
고은정(1970년 10월 22일 ~ )은 대한민국 경기도의회 의원이다.

## 학력
이화여자대학교대학원 공공정책학 석사

## 경력
- 2010.07 ~ 2014.06: 제6대 고양시의회 의원 (초선, 자 선거구)
- 2014.07 ~ 2018.04: 제7대 고양시의회 의원 (재선, 자 선거구)
- 2018.07 ~ 2022.06: 제10대 경기도의회 의원 (초선, 고양시 제9선거구)
- 2022.07 ~ : 제11대 경기도의회 의원 (재선, 고양시 제10선거구)

## 역대 선거 결과
|  | 31.18% |

|  | 43.35% |

|  | 73.08% |

|  | 52.96% |